# Szahalini terület
A Szahalini terület (oroszul Сахалинская область)  az Oroszországi Föderáció tagja. Székhelye Juzsno-Szahalinszk. 2010-ben népessége 497 973 fő volt.

## Népesség

### Nemzetiségi megoszlás
A lakosság döntő többsége orosz nemzetiségű, de más nemzetiségek is lakják, főleg koreaiak és ukránok. Számos kisebb őshonos népcsoport lakja: nivhek, orokok, japánok, orocsok stb.
Nemzetiségi összetétel:
|              | 1959-es népszámlálás | 1989-es népszámlálás | 2002-es népszámlálás | 2010-es népszámlálás |
| ------------ | -------------------- | -------------------- | -------------------- | -------------------- |
| oroszok      | 504 665 (77,71%)     | 579 887 (81,65%)     | 460 778 (84,24%)     | 409 786 (82,29%)     |
| koreaiak     | 42 337 (6,52%)       | 35 191 (4,95%)       | 29 592 (5,41%)       | 24 993 (5,02%)       |
| ukránok      | 48 073 (7,4%)        | 46 216 (6,51%)       | 21 831 (3,99%)       | 12 136 (2,44%)       |
| tatárok      | 11 679 (1,8%)        | 10 699 (1,51%)       | 6 830 (1,25%)        | 4 880 (0,98%)        |
| fehéroroszok | 13 762 (2,12%)       | 11 423 (1,61%)       | 5 455 (1%)           | 2 994 (0,6%)         |
| nivhek       | 1 798 (0,28%)        | 2 008 (0,28%)        | 2 450 (0,45%)        | 2 290 (0,46%)        |
| orokok       | nincs kimutatás      | 129 (0,02%)          | 298 (0,05%)          | 259 (0,05%)          |
| japánok      | 679 (0,1%)           | 383 (0,05%)          | 333 (0,06%)          | 219 (0,04%)          |
| orocsok      | nincs kimutatás      | 212 (0,03%)          | 42 (0,01%)           | 28 (0,01%)           |
| összesen     | 649 405              | 710 242              | 546 695              | 497 973              |

### Települések
A Szahalini területen (a 2010. évi népszámláláskor) 15 város, 5 városi jellegű település és 223 falusi település található, mely utóbbiak közül 30 lakatlan. (1987-ben még 19 város és 34 városi jellegű település volt a területen, azóta azonban sokuk falusi településsé vált.)
A 2010. évi népszámlálás adatai szerint a Szahalini területen 80% a városi (városokban vagy városi jellegű településeken élő) népesség aránya. A falusi települések közül a legnagyobb népessége sem éri el az ötezer főt, és összesen ötnek a népessége éri el a háromezret, melyek együttesen a terület népességének 4%-a számára nyújtanak otthont.
A Szahalini terület városai, városi jellegű települései és jelentősebb (háromezer főnél népesebb) falusi települései a következők (2010. évi népességükkel, továbbá a városi rang elnyerésének és esetleges elvesztésének évével):
| Magyar név                    | Orosz név                 | Rang                     | Város     | Lélekszám | Közigazgatási beosztás  |
| ----------------------------- | ------------------------- | ------------------------ | --------- | --------- | ----------------------- |
| Juzsno-Szahalinszk            | Южно-Сахалинск            | város                    | 1946      | 181 728   |                         |
| Alekszandrovszk-Szahalinszkij | Александровск-Сахалинский | város                    | 1926      | 10 613    |                         |
| Dolinszk                      | Долинск                   | város                    | 1946      | 12 200    |                         |
| Korszakov                     | Корсаков                  | város                    | 1946      | 33 526    |                         |
| Nyevelszk                     | Невельск                  | város                    | 1946      | 11 682    |                         |
| Oha                           | Оха                       | város                    | 1938      | 23 008    |                         |
| Poronajszk                    | Поронайск                 | város                    | 1946      | 16 120    |                         |
| Uglegorszk                    | Углегорск                 | város                    | 1946      | 10 381    |                         |
| Holmszk                       | Холмск                    | város                    | 1946      | 30 937    |                         |
| Anyiva                        | Анива                     | város                    | 1946      | 9 115     | Anyivai járás           |
| Troickoje                     | Троицкое                  | falu                     |           | 4 729     | Anyivai járás           |
| Bikov                         | Быков                     | falu                     |           | 4 101     | Dolinszki járás         |
| Szokol                        | Сокол                     | falu                     |           | 3 468     | Dolinszki járás         |
| Kurilszk                      | Курильск                  | város                    | 1946      | 2 070     | Kurilszki járás         |
| Makarov                       | Макаров                   | város                    | 1946      | 6 705     | Makarovi járás          |
| Gornozavodszk                 | Горнозаводск              | falu                     | 1947–2004 | 4 389     | Nyevelszki járás        |
| Nogliki                       | Ноглики                   | városi jellegű település |           | 10 231    | Nogliki járás           |
| Vahrusev                      | Вахрушев                  | városi jellegű település |           | 2 245     | Poronajszki járás       |
| Szevero-Kurilszk              | Северо-Курильск           | város                    | 1946      | 2 536     | Szevero-kurilszki járás |
| Szmirnih                      | Смирных                   | városi jellegű település |           | 7 399     | Szmirnihi járás         |
| Tomari                        | Томари                    | város                    | 1946      | 4 541     | Tomari járás            |
| Timovszkoje                   | Тымовское                 | városi jellegű település |           | 7 855     | Timovszkojei járás      |
| Sahtyorszk                    | Шахтёрск                  | város                    | 1947      | 8 382     | Uglegorszki járás       |
| Csehov                        | Чехов                     | falu                     | 1947–2004 | 3 389     | Holmszki járás          |
| Juzsno-Kurilszk               | Южно-Курильск             | városi jellegű település |           | 5 832     | Juzsno-kurilszki járás  |

A háromezer főnél kisebb népességű falusi települések közül Leszogorszk 1946 és 1993 között, Krasznogorszk pedig 1947 és 2004 között viselt városi rangot.

## Közigazgatás és önkormányzatok

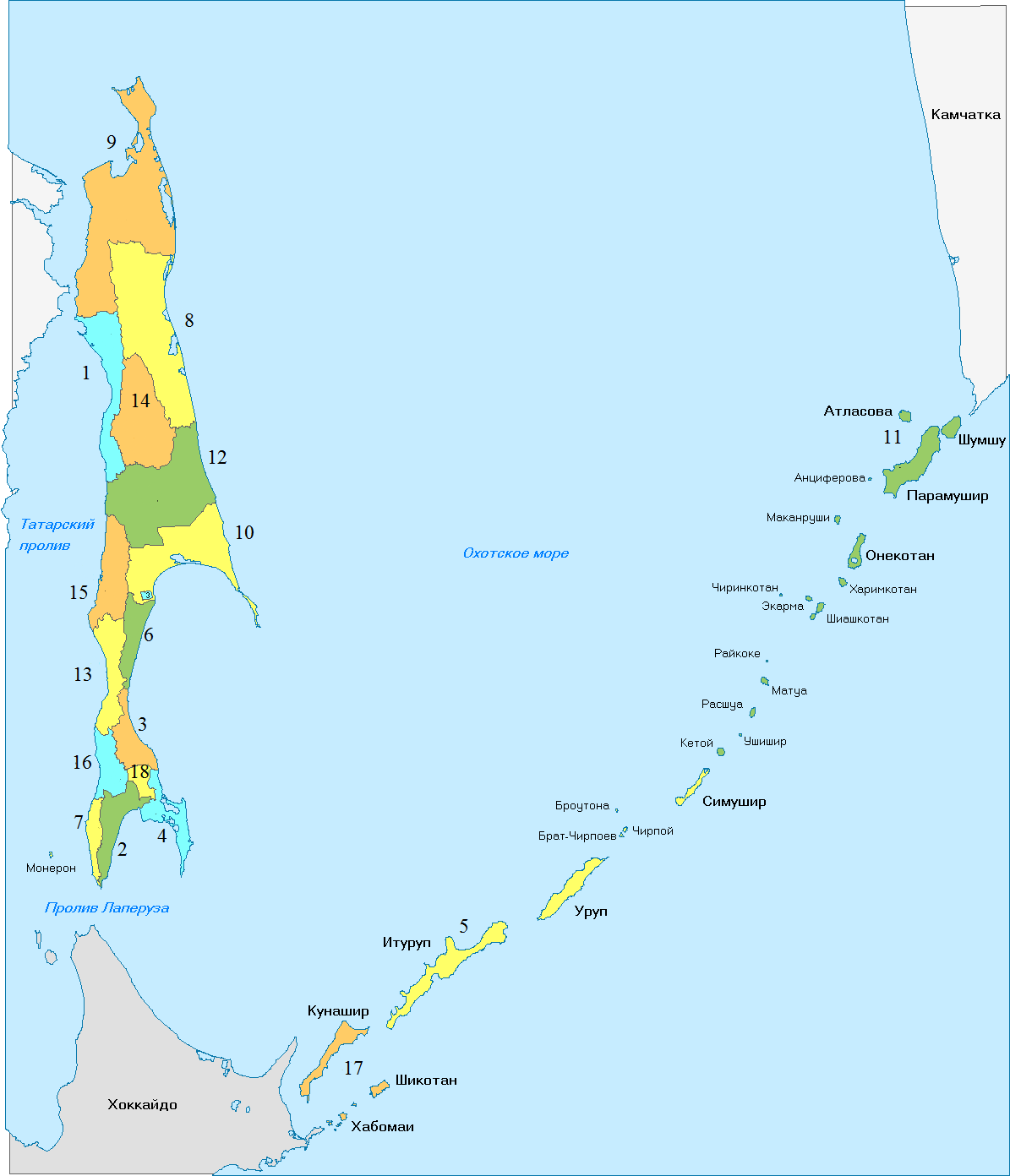
A Szahalini terület közigazgatási térképe

A Szahalini terület (a 2010. évi népszámláláskor) közigazgatási szempontból 17 járásra oszlik, a 15 város közül pedig 9 területi alárendeltségű, ezek nem tartoznak egyik járáshoz sem. Közülük kettőhöz (Juzsno-Szahalinszkhoz és Holmszkhoz) falusi területek is be vannak osztva, melyek így szintén nem tartoznak egyik járáshoz sem.
A Szahalini terület egyike Oroszország néhány régiójának, ahol a 2003. évi önkormányzati törvény alapján kialakított önkormányzati területi beosztás jelentős mértékben eltér a közigazgatásitól. Egyedül az Uglegorszki járásban szerveztek járási önkormányzatot, melyhez két városi község tartozik (Uglegorszk és Sahtyorszk), valamint egy falusi község. A régió maradék területén kizárólag egyszintű önkormányzatok, városi körzetek működnek, szám szerint 18. Ezek közül egyet Juzsno-Szahalinszk városa alkot a hozzá beosztott falusi településekkel együtt, egy másikat a közigazgatásilag a Poronajszki járáshoz tartozó Vahrusev városi jellegű település, míg e járás maradéka és Poronajszk városa egy harmadikat. A többi 15 városi körzet közül hatot a maradék területi irányítású városok alkotnak, mindegyikük azzal a járással összevonva, melynek a székhelye, végül az a kilenc járás, melyek székhelye nem területi alárendeltségű város, önállóan alkotnak egy-egy városi körzetet.
Közigazgatási szempontból tehát a Szahalini terület 17 járásra és 9 városra tagozódik, míg önkormányzati rendszerét 18 városi körzet valamint egy járási önkormányzat, ez utóbbinak alárendelve pedig két városi és egy falusi község alkotja.
A közigazgatási járások neve, székhelye és 2010. évi népességszáma az alábbi (a sorszám a fenti térképhez tartozik):
|    | Magyar név                           | Orosz név                       | Székhely                      | Lélekszám |
| -- | ------------------------------------ | ------------------------------- | ----------------------------- | --------- |
| 1  | Alekszandrovszk-szahalinszkiji járás | Александровск-Сахалинский район | Alekszandrovszk-Szahalinszkij | 2 791     |
| 2  | Anyivai járás                        | Анивский район                  | Anyiva                        | 17 533    |
| 3  | Dolinszki járás                      | Долинский район                 | Dolinszk                      | 13 699    |
| 16 | Holmszki járás                       | Холмский район                  | Holmszk                       | 10 988    |
| 17 | Juzsno-kurilszki járás               | Южно-Курильский район           | Juzsno-Kurilszk               |           |
| 4  | Korszakovi járás                     | Корсаковский район              | Korszakov                     | 7 885     |
| 5  | Kurilszki járás                      | Курильский район                | Kurilszk                      | 7 359     |
| 6  | Makarovi járás                       | Макаровский район               | Makarov                       | 8 579     |
| 8  | Nogliki járás                        | Ногликский район                | Nogliki                       | 12 124    |
| 7  | Nyevelszki járás                     | Невельский район                | Nyevelszk                     | 5 876     |
| 9  | Ohai járás                           | Охинский район                  | Oha                           | 2 847     |
| 10 | Poronajszki járás                    | Поронайский район               | Poronajszk                    | 7 811     |
| 11 | Szevero-kurilszki járás              | Северо-Курильский район         | Szevero-Kurilszk              | 2 536     |
| 12 | Szmirnihi járás                      | Смирныховский район             | Szmirnih                      | 13 142    |
| 14 | Timovszkojei járás                   | Тымовский район                 | Timovszkoje                   | 16 212    |
| 13 | Tomari járás                         | Томаринский район               | Tomari                        | 9 457     |
| 15 | Uglegorszki járás                    | Углегорский район               | Uglegorszk                    | 12 156    |

18: Juzsno-Szahalinszk város

## Politikai vezetés
A Tengermelléki határterület élén a kormányzó áll.
...
- Oleg Nyikolajevics Kozsemjako: 2015. március 25. – 2018. szeptember 27.

Több mint két hónapig a területnek nem volt megválasztott vagy kinevezett kormányzója (miután az előző vezetőt, Oleg Kozsemjakót Putyin elnök – szeptember 27-én – a Tengermelléki határterület ideiglenesen megbízott kormányzójává nevezte ki).
- Valerij Igorevics Limarenko: .2018. december 7. – Putyin elnök által kinevezett, a kormányzói feladatokat ideiglenesen ellátó megbízott. Kinevezése a következő kormányzói választásig szólt.[2][3]

A 2019. szeptember 8-i választáson kormányzóvá választották. Beiktatták hivatalába: szeptember 12-én.